# 3 Dev Adam
3 Dev Adam（英語：Three Mighty Men）是一部1973年上映的土耳其邪典超級英雄電影，片中出現蜘蛛人、美國隊長和由亞武茲·塞勒克曼飾演的墨西哥傳奇摔角手El Santo。電影主要敘述美國隊長和El Santo前往土耳其伊斯坦堡阻止邪惡的蜘蛛人為非作歹。本片於1973年11月1日在土耳其全國上映，完全沒有經過片中角色的原作者的授權，本片的成功引起後續土耳其拍攝山寨好萊塢電影的風潮。

## 劇情簡介
故事一開始蜘蛛人和幾個手下圍攻一位女子，蜘蛛人指示手下搬來快艇並使用螺旋槳絞爛女子的腦袋。蜘蛛人在這部電影中，是一個犯罪組織的首腦，他們專門製造贗品。土耳其警方因此請來El Santo、美國隊長和美國隊長女友Julia，希望能逮到蜘蛛人。
Julia隻身前往蜘蛛人同夥的房子尋找線索，不巧被發現而被擄走，美國隊長知道後趕往救出她，當兩人剛走出房子，就見到蜘蛛人，美國隊長因此和蜘蛛人上演追逐戰，但最後蜘蛛人脫逃。同時，Santo也在一間辦公室蒐集蜘蛛人犯罪組織出沒地點的線索，被發現後，打暈一個手下和幾名道館學生逃出來。接著，蜘蛛人繼續殺人和掠奪價值昂貴的雕像，Santo和美國隊長埋伏在被蜘蛛人偷竊的房子內，逮到蜘蛛人並與之決鬥，卻發現打倒一個蜘蛛人後，旁邊就會立刻生出另一個蜘蛛人。
最後，美國隊長和蜘蛛人決鬥，可是當美國隊長殺完一個又會再生出新的一個蜘蛛人，就這樣重複好幾次，直到沒有新的蜘蛛人出現為止，當英雄們完成任務打算回家時，卻看到旁邊的一輛計程車坐著一個蜘蛛人，美國隊長上前拉下他的面具，發現原來是一個孩子假扮的，這時大家都笑了。

## 主要角色列表
| 演員              | 角色      | 描述 |
| ----------------- | --------- | --- |
| 亞武茲·塞勒克曼   | El Santo  | El Santo在1960年代的土耳其很受歡迎                                                                             |
| 艾泰金·阿卡耶     | 美國隊長  | 這裡的美國隊長沒有盾牌，面具上也沒有小翅膀，但是服裝可以防彈                                                   |
| Tevfik Şen        | 蜘蛛人    | 這裡的蜘蛛人是反派角色，而且沒有任何原作漫畫中的超能力，唯一的特點是會在打倒一個蜘蛛人時，再不斷冒出新的蜘蛛人 |
| 丹尼茲·埃爾卡納特 | Julia     | 美國隊長的女友兼超級英雄們的夥伴                                                                               |
| Doğan Tamer       | Orhan督察 | 提供超級英雄們協助                                                                                             |
| Mine Sun          | Nadya     | 蜘蛛人的女友                                                                                                   |

## 製作與迴響
土耳其導演也Tevfik Fikret Uçak曾經拍過其他超級英雄電影，在本片中他融合了三位戴面具的超級英雄。
本片包含四個基本的土耳其超級英雄電影的元素，包括暴力、性、英雄主義和施虐。因為預算有限，所以幾乎沒有使用特效。但還是因為特殊的的超級英雄故事，獲得了部分觀眾的支持。在IMDB上只有4分。

## 外部連結
- 互联网电影数据库（IMDb）上《3 Dev Adam》的资料（英文）
- 爛番茄上《3 Dev Adam》的資料（英文）